# フォールズ
フォールズ (Foals) は、イングランド、オックスフォード出身のインディー・ロックバンド。

## 概要
2005年、リードシンガーのヤニスと旧メンバーのアンドリューにより結成。それぞれ別のバンドで活動していたメンバーが集まり、現在の構成となる。自分たちが踊りたくなるような音楽を作ろう！という目的の下作り出されるパンキッシュでダンサブルな曲調が持ち味。2008年に発表した『アンチドーツ - Antidotes』はデビューアルバムながら全英初登場3位を飾り、ゴールドディスクを獲得。ブラーやR.E.M.等の前座も経験している。

## 2005–2006: 結成
バンド Youthmovies のリードシンガーであるアンドリュー・メアーズは、もともと Foals を結成した。彼はバンドのデビュー7インチシングル「Try This on Your Piano/Look at My Furrows of Worry」に参加していたが、その後すぐに脱退し、Youthmovies のデビューアルバム『Good Nature』に専念することとなった。
ジャック・ビーヴァン、リナ・サイモン、ヤニス・フィリッパキスは、もともとカルト的な人気を誇るマスロックバンド The Edmund Fitzgerald に所属していた。しかし、バンドは「音楽活動が真剣になりすぎた」ことを理由に解散し、より「楽しく音楽を作る」ことを望んでいた。
ウォルター・ガーヴァーズとジミー・スミスは、オックスフォードの小さなバンド Face Meets Grill のメンバーだった。彼らはアビンドン・スクール（Radiohead のメンバーも通っていた学校）で出会い、バンドを結成した。オックスフォード周辺でライブを行い、ハルで EP を録音した。2004年の Truck Festival に出演した後、それぞれ異なる道を進むために解散した。
ギタリストのジミー・スミスは、バンドメンバーの中で唯一大学の学位を取得しており、ハル大学を卒業した。他のメンバーはそれぞれの大学を中退し、バンドが Transgressive Records と契約を結んだ。

## 2007–2008『Antidotes』
2007年初頭、バンドは限定版の7インチシングル「Hummer」と「Mathletics」をリリースした。これらはガレス・パートンのプロデュースによるもので、「Hummer」は後にイギリスのチャンネル4で放送されたティーン向けドラマ『Skins』で使用された。この時期について、フィリッパキスは「音楽はほぼ計画的に、テクノとミニマリズムを融合させたものだった。例えば『スタッカートのリズムのみ』や『ギターは高音域で弾く』といったルールを自分たちに課していた」と語っている。
2007年夏、Foals はニューヨークでデビューアルバムの制作を開始した。プロデューサーは TV on the Radio のデイヴ・シーテックが務めた。しかし、バンドは最終的にアルバムのミックスを自分たちで行うことを決定した。シーテックによる最初のマスター音源が「グランドキャニオンで録音されたような音になっていた」ためである。フィリッパキスは、バンドがシーテックのミックスを拒否したものの、彼との関係は良好であると何度も語っている。
Foals は2008年3月24日にイギリスで、4月8日にアメリカでデビューアルバム『Antidotes』をリリースした。アルバムはイギリスで商業的成功を収め、UKアルバムチャートで初登場3位を記録した。他の国でも一定の成功を収め、日本、フランス、オランダのチャートにランクインした。イギリス以外でリリースされたアルバムには、パートンがプロデュースした初期のシングルが収録されている。

## 2009–2011: 『Total Life Forever』
2009年8月、Foals はスウェーデンのヨーテボリにある Svenska Grammofon Studion で2枚目のアルバムの録音を開始した。アルバム『Total Life Forever』は、バンドメンバーによって「トロピカル・プログレッシブ」や「死にゆく鷲の夢のような音」と表現されている。当初の計画よりも「ファンク要素が大幅に減った」とも語られている。アルバムは、元 Clor の ルーク・スミス によってプロデュースされた。タイトルは レイ・カーツワイル のシンギュラリティ（技術的特異点）に関する理論の要素から取られている。フロントマンの ヤニス・フィリッパキス は長年フューチャロジー（未来学）に興味を持っており、その影響が本作の多くの楽曲に反映されている。
2010年3月1日、プロモーションシングル「Spanish Sahara」が Zane Lowe の Radio 1 の番組で初公開された。その夜、Foals の公式サイトが更新され、長年のコラボレーターである デイブ・マ が監督したミュージックビデオが公開された。3月6日にはアルバムの特設サイト Total Life Forever が開設され、パズルを解くことでアルバムの画像、歌詞、音源クリップが明らかになる仕掛けが施された。最後のクリップは3月12日に公開され、新しい Foals の公式サイトへアクセスするためのパスワード入力画面が登場した。サイトは3月13日に正式オープンし、アルバムのアートコンセプトや楽曲のサンプル、写真、ビデオが公開された。リードシングル「This Orient」は2010年5月3日にリリースされ、アルバムは5月10日に発売された。
「Spanish Sahara」は、『Entourage』シーズン7、『Skins』シーズン4、『Outcasts』 のトレーラーに使用され、また E4 ドラマ『Misfits』 シーズン2のサウンドトラックにも採用された。同曲は2010年9月に正式なフィジカルシングルとしてリリースされ、ロンドン・コンテンポラリー・オーケストラのストリングスをフィーチャーしたリミックスも収録された。さらに、2015年には フランスのスタジオ Dontnod Entertainment のゲーム 『Life is Strange』 のエンディングシーンの楽曲として使用された。
アルバムは 2010年のマーキュリー賞（Mercury Prize） にノミネートされた。オンラインマガジン Coup de Main のインタビューで、ギタリストの ジミー・スミス は「バンドメンバーはツアー中もツアー外でも一緒に生活しており、次のアルバムのデモ制作のためにオーストラリアへ向かう予定だ」と語った。「家族と一緒にツアーしているようなものだし、とても楽しいよ」とも付け加えた。

## 2012–2013: 『Holy Fire』
『Holy Fire』は、2013年2月11日にイギリスとアメリカで同時リリースされた。リードシングル「Inhaler」は2012年11月5日に初めてラジオでオンエアされた。また、バンドは「My Number」を音楽番組 『Later... with Jools Holland』 で初披露した。
本作は、Flood と Alan Moulder によってプロデュースされた。彼らは Nine Inch Nails, The Smashing Pumpkins, My Bloody Valentine などのアーティストとも仕事をしてきた実績がある。レコーディングは ロンドンの Assault & Battery Studios で行われた。
フロントマンの ヤニス・フィリッパキス は、レコーディング中にユニークな試みがあったことを明かしている。
> 「ある時、スタジオのインターンたちに骨を集めさせたんだ。ヴードゥーやハイチのリズムにインスピレーションを受けたんだよ。自分たちでも、Willesden High Road にある肉屋から骨を集めた。主に牛の骨だけど、時々羊の骨もあった。肩甲骨が大きすぎて、特注の大鍋まで頼んだんだ！骨の周りの肉を煮て取り除いて、それを打楽器として使いたかったんだ。もっとプリミティブなサウンドを求めていたんだよ！」
The Guardian によると、プロデューサーの Flood と Alan Moulder は、バンドのリハーサルを密かに録音し、より自然なサウンドを引き出す手法を用いたという。
2012年11月下旬から12月中旬にかけて、Foals はアルバムのお披露目を兼ねたUKツアーを行った。このツアーでは、フィリッパキスの親しい友人でもある Petite Noir がサポートアクトを務めた。2013年の夏には、複数のフェスティバルに参加し、7月には Latitude Festival（サフォーク州） のヘッドライナーを務めた。
その後、Foals はワールドツアーとUKツアーを実施し、最終公演として2014年2月にロンドンの アレクサンドラ・パレス で2日間のソールドアウト公演を行った。この会場は、7年前に Bloc Party のサポートアクトとして出演した際にはほぼ空席だった場所であり、フィリッパキスはそのことをライブ中に観客に語った。
『Holy Fire』は 2013年のマーキュリー賞（Mercury Prize） にノミネートされた。さらに、Q Awards では 「Best Live Act（最優秀ライブアクト）」 を受賞し、NME では「Inhaler」が 「Best Track（最優秀楽曲）」 を獲得した。また、NME の 「2013年のベストアルバム」 読者投票では 『Holy Fire』が1位 となり、シングル「My Number」も 「2013年のベストソング」 に選ばれた。これは、NME の人気バンド Arctic Monkeys などを抑えての快挙だった。

## 2014–2016: 『What Went Down』
2014年4月2日、NME のインタビューで、フィリッパキスは次のように語った。
> 「来月には曲作りを始めるつもりだ。すでにいくつかのリフやボーカルメロディーの断片はある。5月までオックスフォードに戻って、“Stinkbox” で作曲する予定だ。何が生まれるか楽しみだね。」
2015年6月9日、Foals は新作アルバムのリリースを示唆する短い映像を公開した。
6月20日、アルバム収録曲「Mountain at My Gates」が BBC Radio 1 の Annie Mac の番組 「Hottest Record」 で初公開された。7月29日には、GoPro HERO を使用した 3Dミュージックビデオ が公開された。8月6日、Zane Lowe の Apple Music の Beats 1 番組で新曲「A Knife in the Ocean」がプレミア公開され、その後リリックビデオも発表された。
アルバム 『What Went Down』 は2015年8月28日にリリースされた。
2015年後半には、「Mountain at My Gates」が EA Sports の FIFA 16 公式サウンドトラック に収録された。
2016年には、2月から3月にかけて UK & ヨーロッパツアー を行い、その後 アメリカツアー にも出発。最新アルバムの楽曲に加え、過去の作品も演奏した。ツアーには Peace（DJセット） と Everything Everything（UK） がサポートアクトとして参加した。

## 作品

### スタジオ・アルバム
| 年   | タイトル | 英国 | 米国 | ゴールド等認定 | 補足 |
| ---- | --- | ---- | ---- | -------------- | ---- |
| 2008 | アンチドーツ（解毒剤） Antidotes - 発売日：2008年3月24日 - レーベル：ワーナー/ Transgressive                                                                                   | 3    | -    | UK.Gold        |      |
| 2010 | トータル・ライフ・フォーエヴァー Total Life Forever - 発売日：2010年5月10日 - レーベル：ワーナー / Transgressive                                                               | 8    | -    | UK.Gold        |      |
| 2013 | ホーリー・ファイア Holy Fire - 発売日：2013年2月11日 - レーベル：ワーナー / Transgressive                                                                                      | 2    | 86   | UK.Gold        |      |
| 2015 | ホワット・ウェント・ダウン What Went Down - 発売日：2015年8月28日 - レーベル：ワーナー / Transgressive                                                                         | 3    | 58   | UK.Gold        |      |
| 2019 | エヴリシング・ノット・セイヴド・ウィル・ビィ・ロスト - パート１ Everything Not Saved Will Be Lost - Part 1 - 発売日：2019年3月8日 - レーベル：ソニー / Warner・Transgressive   | 2    | 58   | UK.Silver      |      |
| 2019 | エヴリシング・ノット・セイヴド・ウィル・ビィ・ロスト - パート２ Everything Not Saved Will Be Lost - Part 2 - 発売日：2019年10月18日 - レーベル：ソニー / Warner・Transgressive | 1    | -    |                |      |
| 2022 | ライフ・イズ・ユアーズ Life Is Yours - 発売日：2022年6月17日 - レーベル：ソニー / Warner・Transgressive・ADA                                                                   | 3    | -    |                |      |

＊発売日はすべて英国でのリリース日である。

## 来日
- 2008年
  - 5月14日（水）心斎橋CLUB QUATTRO、15日（木）LIQUIDROOM恵比寿、16日（金）ボトムライン名古屋 （Midnight Juggernautsとジョイント・ツアー）[11]
  - 7月27日（日）フジロックフェスティバル　レッド・マーキー
- 2010年
  - 6月15日（火）原宿アストロホール
  - 8月1日（日）フジロック・フェスティバル　ホワイト・ステージ
- 2011年
  - 2月15日（火）赤坂BLITZ、16日（水）心斎橋CLUB QUATTRO、18日（金）名古屋CLUB QUATTRO （ホーリー・ファックとジョイント・ツアー）
- 2013年
  - 7月27日（土）フジロックフェスティバル　グリーン・ステージ
- 2022年
  - 7月30日（土）フジロックフェスティバル　グリーン・ステージ　 [12]　[13]